# Facharzt für Innere Medizin und Kardiologie
Facharzt für Innere Medizin und Kardiologie, auch Kardiologe/Kardiologin, ist in Deutschland die offizielle Bezeichnung für einen Facharzt, der sich auf die ärztliche Tätigkeit im Bereich Kardiologie des Gebietes Innere Medizin spezialisiert hat.

## Gebietsdefinition Innere Medizin
Nach der deutschen Muster-Weiterbildungsordnung 2018 umfasst das Gebiet Innere Medizin die Vorbeugung, (Früh-)Erkennung, konservative und interventionelle Behandlung sowie Rehabilitation und Nachsorge der Gesundheitsstörungen einschließlich geriatrischer Krankheiten und Erkrankungen der Atmungsorgane, des Herzens und Kreislaufs, der Verdauungsorgane, der Nieren und ableitenden Harnwege, des Blutes und der blutbildenden Organe, des Gefäßsystems, des Stoffwechsels und der inneren Sekretion, des Immunsystems, des Stütz- und Bindegewebes, der Infektionskrankheiten und Vergiftungen sowie der soliden Tumore und der hämatologischen Neoplasien. Das Gebiet umfasst auch die Gesundheitsförderung und die Betreuung unter Berücksichtigung der somatischen, psychischen und sozialen Wechselwirkungen und die interdisziplinäre Koordination der an der gesundheitlichen Betreuung beteiligten Personen und Institutionen.

## Facharzt-Weiterbildung Innere Medizin und Kardiologie
Um in Deutschland als Facharzt für Innere Medizin und Kardiologie tätig werden zu können, muss nach dem Abschluss eines Medizinstudiums und erteilter Approbation als Arzt
- eine mindestens 72 Monate dauernde Weiterbildung Monate im Gebiet Innere Medizin an zugelassenen Weiterbildungsstätten absolviert werden, davon müssen abgeleistet werden:
- 36 Monate in Innerer Medizin und Kardiologie, davon
  - 24 Monate in der stationären Patientenversorgung,
- 24 Monate in mindestens zwei verschiedenen Facharztkompetenzen des Gebiets Innere Medizin,
- 6 Monate in der Notfallaufnahme,
- 6 Monate in der Intensivmedizin.[1]

Bei der Anmeldung zur Weiterbildungsprüfung müssen der zuständigen Ärztekammer sämtliche Nachweise über die erfüllten Mindestanforderungen vorgelegt werden. Dazu gehören auch die Logbuch-Dokumentationen über alle durch die MWBO vorgegebenen Inhalte der Weiterbildung. Zur Weiterbildungsprüfung muss man darlegen, dass man über die entsprechenden Kenntnisse, Erfahrungen und Fertigkeiten im Fach verfügt.
Die Inhalte der Facharzt-Weiterbildungen im Gebiet Innere Medizin / Facharzt/Fachärztin für Innere Medizin Kardiologe/Kardiologin sind in der Muster-Weiterbildungsordnung festgeschrieben.

## Inhalte der Weiterbildung
Zur Weiterbildungsprüfung muss dargelegt werden können, dass man Kenntnisse, Erfahrungen und Fertigkeiten unter anderem in folgenden Bereichen erlangt hat:

### Spezifische Inhalte der Facharzt-Weiterbildung Innere Medizin und Kardiologie
- Vorsorge, Früherkennung, Diagnostik, konservative und interventionelle Therapie sowie Rehabilitation von Herz-Kreislauf-Erkrankungen einschließlich spezieller kardiologischer Krankheitsaspekte bei
  - akuter und chronischer koronarer Herzkrankheit
  - akuter und chronischer Herzinsuffizienz
  - Myokard-(Kardiomyopathien, Myokarditis) und Perikarderkrankungen
  - angeborenen und erworbenen Herzklappenfehlern
  - arterieller und pulmonaler Hypertonie
  - infektiöser Endokarditis
  - thromboembolischen Erkrankungen
  - Alters-, Gender- und Psycho-Kardiologie
  - Erkrankungen der Aorta und aortalem/kardialem Trauma
  - Arteriosklerose einschließlich der peripheren arteriellen Verschlusskrankheit (pAVK)
  - Herz-Kreislauf-Erkrankungen in der Schwangerschaft
  - kardialen Tumoren/Metastasen und Tumortherapie-bedingten Herzschädigungen
- Kardiologische Notfall- und Intensivmedizin
- Diagnostische Verfahren in der Kardiologie
  - EKG
  - Belastungsuntersuchungen
- Echokardiographie
- Rhythmologie
  - Planung und Durchführung der Resynchronisationstherapie, insbesondere Kardioversion, Defibrillation und antitachykardem Pacing bei tachykarder Herzrhythmusstörung einschließlich Analgosedierung und Monitoring
  - Applikation von Schrittmachersonden
- Herzkatheter-Diagnostik und koronare, kardiale und vaskuläre Intervention
- Magnetresonanztomographie des Herzens
- Computertomographie des Herzens
- Nuklearkardiologie
- Strahlenschutz.[1]

Die Inhalte der Musterweiterbildungsordnung sind allerdings nur eine Empfehlung für die rechtsverbindlichen Weiterbildungsordnungen der Landesärztekammern, die hiervon abweichende Regelungen treffen können.

## Zusatzweiterbildungen
Kardiologen und Kardiologinnen haben die Möglichkeit, sich durch Zusatz-Weiterbildung weiter zu qualifizieren. Dies betrifft die Weiterbildungen Kardiale Magnetresonanztomographie,  Schlafmedizin, Spezielle Kardiologie für Erwachsene mit angeborenen Herzfehlern (EMAH) und Transplantationsmedizin, sowie Zusatz-Weiterbildungen, 
- die von allen Fachärzten, sowie von Ärzten ohne abgeschlossene Facharztweiterbildung erworben können und solche
- die Fachärzten der Gebiete der unmittelbaren Patientenversorgung vorbehalten sind.